# Esterica (cràter)
Esterica és un cràter d'impacte en el planeta Venus de 3,6 km de diàmetre. Porta el nom d'un antropònim romanès, i el seu nom va ser aprovat per la Unió Astronòmica Internacional el 2003.